# L'Histoire de Nastagio degli Onesti

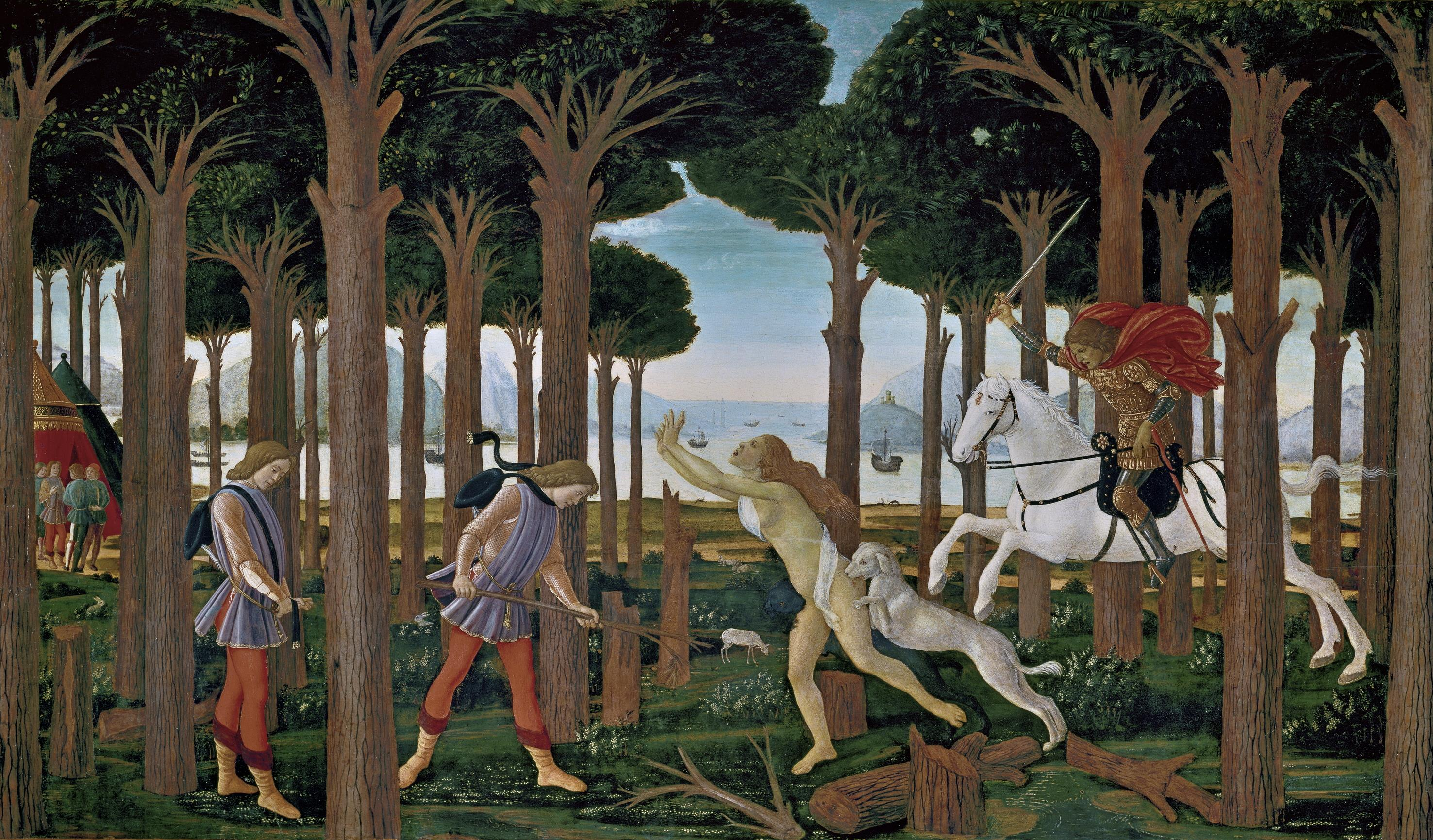
Nastagio rencontre une dame et le cavalier dans le bois de Ravenne, musée du Prado, Madrid.

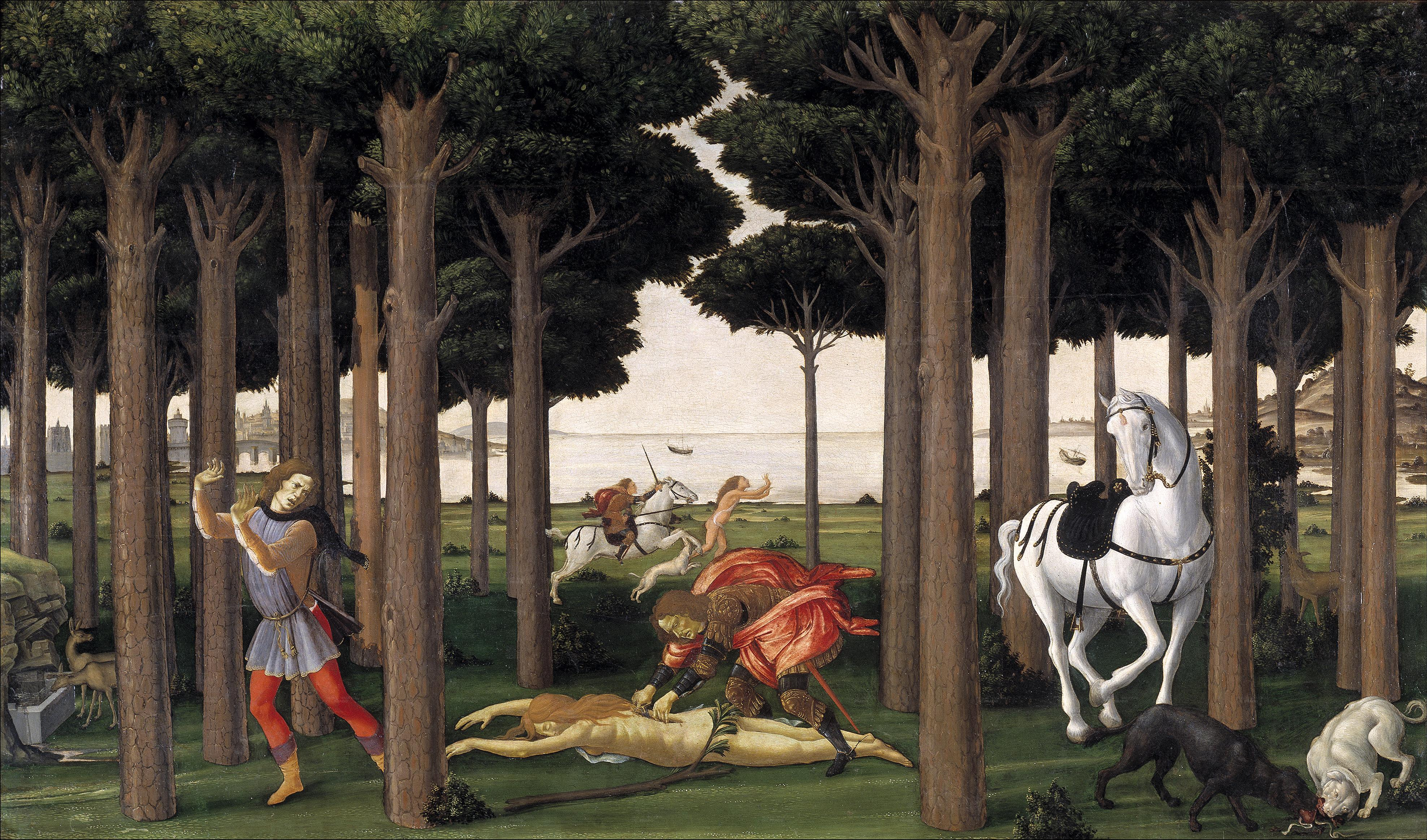
Assassinat de la dame, musée du Prado, Madrid.

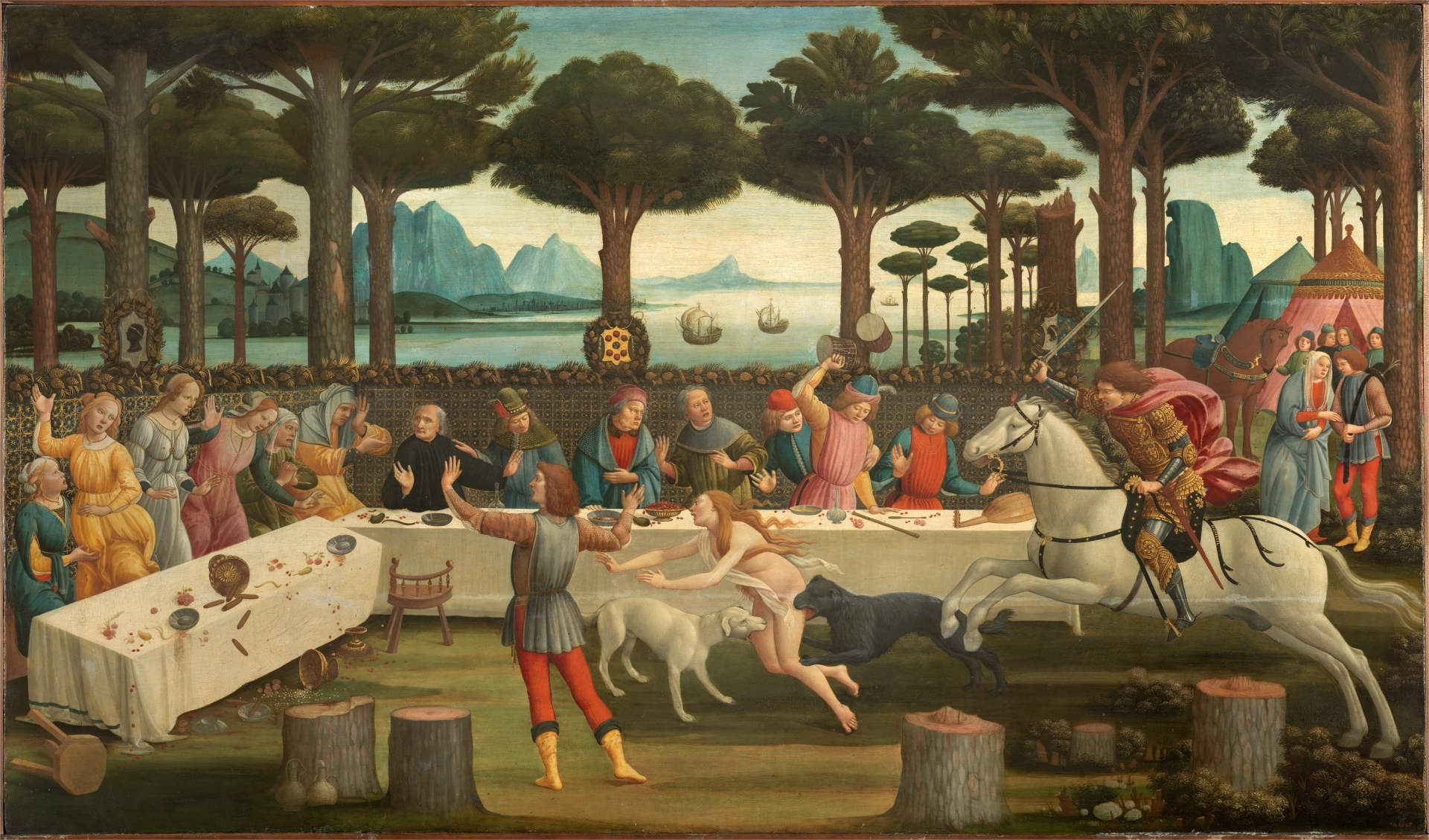
Le Banquet dans le bois, musée du Prado, Madrid.

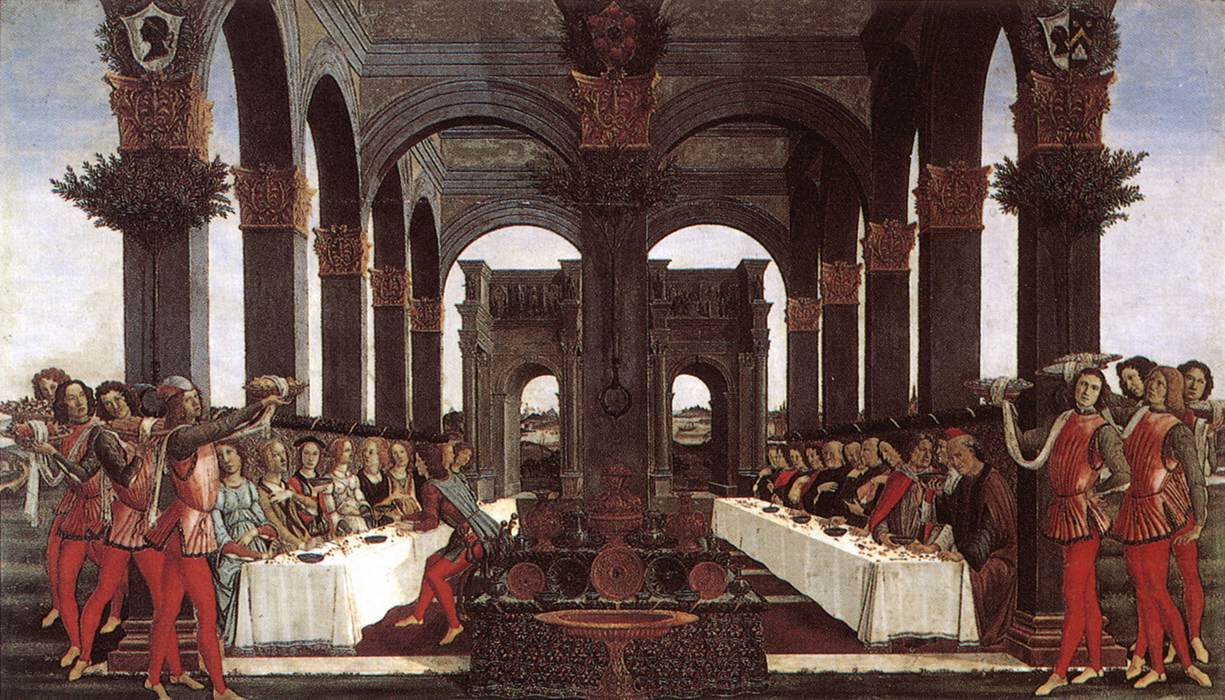
Noces de Nastagio degli Onesti, Palazzo Pucci, Florence.

L'Histoire de Nastagio degli Onesti est une série de peinture de Sandro Botticelli exécutés en 1483 sur commande de Laurent le Magnifique afin de faire un cadeau de mariage à Giannozzo Pucci  et Lucrezia Bini.

## Histoire
La série de quatre panneaux probablement destinés à la tête d'un lit nuptial en tableau de mariage ou à la décoration pour un cassone oie : une parade nuptial pour Giannozzo Pucci  et Lucrezia Bini, dont les deux armoiries familiales apparaissent dans la parade nuptial.  
Les quatre panneaux restèrent à Florence dans le palais de la famille Pucci jusqu'en 1868, année de leur vente. Par la suite ils passèrent dans diverses collections et en 1929, Francisco de Asís Cambó en acheta trois aux héritiers de Joseph Spiridon puis en 1941 en fit don au musée du Prado. Le quatrième, appelé  « banquet nuptial », perdu de vue depuis des siècles, réapparaît à Florence en avril 2004, à l'occasion d'une exposition Botticelli-Filippino Lippi au Palazzo Strozzi et n'aurait jamais quitté sa demeure originelle du Palazzo Pucci.

## Thème
Nastagio degli Onesti (personnage du Décaméron de Boccace - cinquième  journée, huitième histoire), personnage noble dont les avances amoureuses sont repoussées par la dame de ses pensées, assiste dans le bois de Ravenne à une scène irréelle : un ancien amoureux et sa dame qui se refusait à lui, déjà morts depuis un temps tous deux, sont condamnés à répéter éternellement une scène de chasse tragique qui voit le cavalier assassiner sa belle et la donner à manger à ses chiens. Onesti organise un banquet dans la forêt pour que ses convives assistent à la scène dans le but de convaincre sa dame de la destinée fatale qu'elle risque de subir. La dame convaincue d'échapper ainsi à un sort similaire, accepte les avances amoureuses d'Onesti. Ils se marient.

## Description
Les quatre panneaux exécutés a tempera sur bois  (83 × 138 cm) se trouvent pour trois d'entre eux au Prado de Madrid, le dernier et quatrième épisode au Palazzo Pucci de Florence. 
- Premier épisode : Nastagio rencontre une dame et le cavalier dans le bois de Ravenne
- Deuxième épisode : Assassinat de la dame
- Troisième épisode : Le Banquet dans le bois
- Quatrième et dernier épisode : Noces de Nastagio degli Onesti

Les trois premiers tableaux décrivent des scènes oniriques avec plusieurs scènes sur chaque tableau afin d'illustrer facilement l'histoire en utilisant diverses possibilités permettant de rendre des images vivantes et variées.
Le quatrième tableau rompt brutalement la série par sa rigidité, il chasse le rêve et l'irréel et revient à la réalité de la composition afin de bien faire passer le message et satisfaire le commanditaire.